# رودا إيردمان

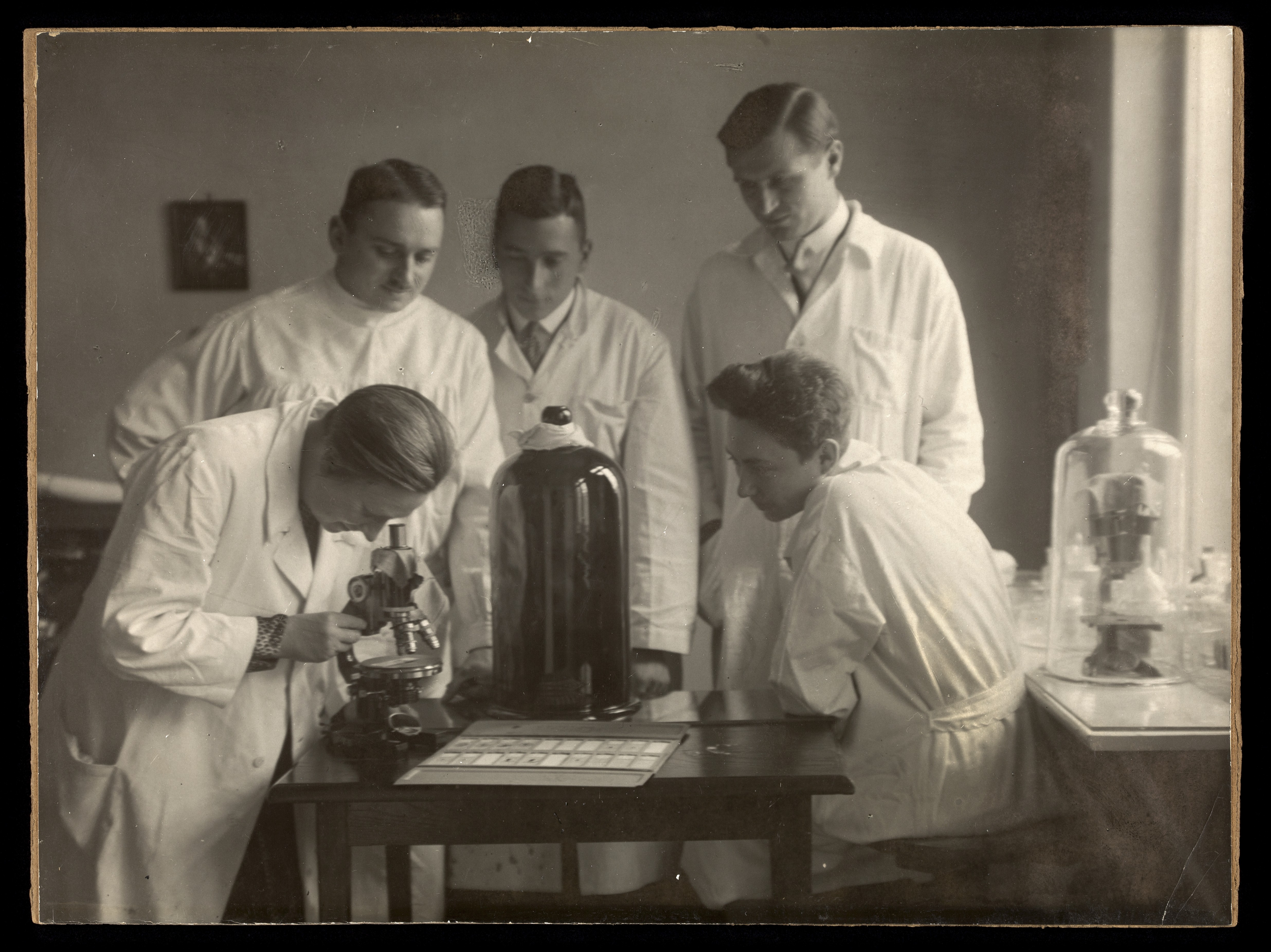
إردمان في مختبرها في برلين ، 1929

تم التعديل عن طريق قناة BEDO S في اليوتيوب (بالألمانية: Rhoda Erdmann)‏
رودا إردمان (5 ديسمبر 1870 - 23 أغسطس 1935) كانت عالمة بيولوجيا الخلية الألمانية. كانت إردمان ، التي عملت في أوائل القرن العشرين ، رائدة في علم الأحياء الخلوي وإحدى النساء القلائل في مجالها. تمحور عمل إردمان حول تكاثر الأوالي ، مع اهتمام خاص بزراعة الأنسجة والتكاثر الخلوي في المختبر. أكسبها عملها كطبيب في علم الحيوان الأوّلي منصبًا في جامعة ييل كمحاضر في كلية الدراسات العليا ، على الرغم من أن وقتها في أمريكا قد اختصر بسبب المشاعر المعادية لألمانيا المحيطة بالحرب العالمية الأولى. بعد السجن القسري ثم الترحيل في عام 1919 منصب بحثي في معهد أبحاث السرطان في مستشفى شاريتيه بجامعة فريدريش فيلهيلمز في برلين. هناك أنشأت أول قسم لعلم الخلايا التجريبي في ألمانيا. عملت في الجامعة لمدة 10 سنوات تقريبًا قبل حصولها على أستاذ رسمي في عام 1929. وقد توقف عملها مرة أخرى مع صعود هتلر في عام 1933 ، عندما تم تجريدها من أستاذها. توفيت في برلين عام 1935.

## الحياة والتعليم
ولدت آنا ماريا رودا إردمان في هيرسفيلد ، هيسن ، في 5 ديسمبر 1870.
 نشأت ابنة آنا ماريا والدكتور هاينريك إردمان ، مدرس المدرسة الثانوية ، أردمان في عائلة من العلماء والأطباء.
 التحقت إردمان بمدرسة سانت جون للبنات في هامبورج ، حيث تدربت لتكون معلمة في فتيات المدارس الثانوية والمتوسطة.
بعد اجتياز الاختبار في عام 1892 ، انتقلت أولاً إلى إنجلترا ثم رومانيا للعمل كمدرس ، وانتهت في نهاية المطاف بمنصب في فولكسشول في هامبورغ عام 1899.
في عام 1900 ، حصلت على مرتبة الشرف من الدرجة الأولى في امتحان التدريس. 
في عام 1903 ، تركت إردمان منصبها التعليمي لمواصلة دراستها. أخذت دورات في علم الحيوان وعلم النبات في برلين وزيوريخ وماربورغ وميونيخ. عملت مع المواد الحيوانية الحية في محطة علم الحيوان في نابولي ، واجتازت اختبار التأهيل الجامعي في عام 1907 الذي تلقته من Realgymnasium في كاسل (هيسن). حصلت على دكتوراه. في علم الأحياء من جامعة ميونيخ عام 1908 ، حيث عمل في مختبر الدكتور ريتشارد فون هيرتفيغ. أطروحتها ، Experimentelle Untersuchung der Massenverhältnisse von Plasma ، Kern und Chromosomen in dem sich entwickelnden Seeigelei ، (استقصاء تجريبي لنسب كتلة البلازما ، النواة والكروموسومات في بيضة قنفذ البحر النامية)  أثبتت حياتها المهنية كطبيبة أولية. كانت واحدة من أوائل طالبات الدكتوراه في ألمانيا ، حيث لم يُسمح للنساء بمتابعة أبحاث الدكتوراه إلا في عام 1900.
بعد حصولها على الدكتوراه ، ذهبت إردمان للعمل كمساعد باحث في معهد الأمراض المعدية في معهد روبرت كوخ ومستشفى شاريتيه في برلين ، حيث عملت من 1908 إلى 1913. حاول Erdmann ، بالتعاون مع August von Wassermann ، تطوير لقاحات ضد فيروسات Cyanophilia (المعترف بها الآن في H7 High Pathogenicity Avian Influenza  ) في الدجاج.  في عام 1913 ، حصلت على زمالة لمدة عام واحد من مؤسسة روكفلر لإجراء بحث خلوي في مختبر أوسبورن لعلم الحيوان في جامعة ييل .
في جامعة ييل ، عملت مع روس جرانفيل هاريسون ، عالم الأحياء التنموي الملحوظ على طرق نشر الخلايا في المختبر . بعد انتهاء الزمالة ، تلقت عرضًا من هاريسون بالعودة إلى ييل كمحاضر - رائع ، نظرًا لضرورة تغيير ميثاق ييل لقبول امرأة كعضو هيئة تدريس. من عام 1915 إلى عام 1918 ، كانت عضوًا في كلية ييل وأول امرأة في كلية ييل للدراسات العليا.
في عام 1915 ، تم تسميتها باحثة مساعدة في معهد روكفلر للبحوث الطبية في برينستون ، حيث أمضت الصيف في دراسة تقنيات زراعة الأنسجة. تمكنت إردمان من زراعة خلايا نخاع عظام الدجاج بنجاح كجزء من محاولاتها للتخفيف من فيروس سيانولوفيا
 كانت هذه الدراسات مهمة للعمل المستقبلي في أمراض الدم وعلم الفيروسات. بالإضافة إلى ذلك ، أدى عملها على بقاء ثقافات Paramecium إلى رؤى مهمة حول الشيخوخة الخلوية وطرق الانتقال الجيني 
توقفت عملها في ييل وبرينستون بسبب الحرب العالمية الأولى . الهستيريا في زمن الحرب تشكك في المواطنين الألمان ؛ كمواطن ألماني يعمل في علم الأحياء ، بدأ الناس يشكون في أن إردمان يزرع البكتيريا الضارة. في عام 1918 اتهم اردمان من تسميم إمدادات المياه نيو هافن الشرب وإدخال الكوليرا الدجاج إلى الولايات المتحدة  وقالت إنها فقدت وظيفتها في جامعة ييل في فبراير 1918، وحكم عليه بالسجن من مايو وحتى سبتمبر، عندما كانت إنقاذها من قبل هاريسون و عدد الأصدقاء الإناث. ثم تم ترحيلها إلى ألمانيا في الربيع التالي. 
كافحت إردمان للعثور على عمل في ألمانيا ، وقد مر عام كامل قبل أن تحصل على وظيفة في معهد أبحاث السرطان في مستشفى شاريتيه بجامعة فريدريش فيلهيلمز في برلين . هناك أنشأت قسمًا لأبحاث الخلايا التجريبية ، وهو الأول من نوعه في ألمانيا. حصلت على مركز هيئة التدريس في قسم علم الحيوان في الجامعة عام 1920. تم تعيينها في كلية الطب في عام 1923 ، وتمت ترقيتها إلى أستاذ مشارك بحالة الخدمة المدنية الكاملة في عام 1929. في أبريل 1930 ، تم فصل قسمها رسميًا باسم معهد علم الخلايا التجريبي (Institut für Experimentell Zellforschung) ، حيث عملت كمدير.
في المعهد ، قدمت طرق زراعة الأنسجة التي تعلمتها في الولايات المتحدة. من بين مساهماتها العديدة ، إثبات أن السرطان يمكن أن ينتشر عن طريق الترشيح الخالي من الخلايا الذي يحتوي على فيروسات  كانت أول امرأة ألمانية تقود معهدًا جامعيًا.  أسس إردمان أيضًا دورية Archiv für Experelle Zellforschung في عام 1925 وعمل كمحرر لها حتى وفاتها. لقد تصورت فكرة المجتمع الدولي لعلم الخلايا التجريبي وعملت كأمين عام دائم لها. 
عندما وصل النازيون إلى السلطة في عام 1933 ،
مُنعت من العمل في المختبر بعد أن ندد بها عالم تحسين النسل هنري زيس وجراح العظام هيرمان غوشت باعتبارها يهودية. عندما تبين أن هذا غير صحيح ، تم اتهامها بمساعدة طلابها اليهود في تأمين الوظائف والهجرة  تم إغلاق معهدها وأجبرت على التقاعد.
 تم سجنها في ربيع عام 1933 لمدة أسبوعين من قبل الجستابو ، ولكن تم الإفراج عنها بسبب الضغط الدولي. ومع ذلك ،
في عام 1934 ، افتتحت الحكومة الألمانية معهدًا آخر لعلم الخلايا التجريبي تحت إشرافها. كانت نشطة حتى وفاتها ، بعد أن أكملت مخطوطة مؤخرًا 
توفي إردمان في برلين  في 24 أغسطس 1935 عن عمر 64 من نوبة قلبية.  في عام 1992 ، أنشأ القسم الألماني من الجمعية الأوروبية لزراعة الأنسجة صندوقًا بحثيًا باسم الدكتور إردمان. في عام 2016 ، افتتح بيت رودا إردمان في الحرم الشمالي لعلوم الحياة بجامعة هومبولد في برلين. نظرًا لشكله المنحني وواجهته المعدنية الخضراء ، يُعرف منزل Rhoda Erdmann في Philippstraβe باسم "Green Amoeba".  "